# MeWe
MeWe ist ein amerikanischer Tech-Dienst für soziale Medien und soziale Netzwerke von Sgrouples, ein Unternehmen mit Sitz in Santa Clara (Kalifornien) mit Fokus auf Privatsphäre und bezeichnet sich selbst trotz ähnlicher Benutzeroberfläche als „Anti-Facebook“.

## Plattform

### Features
Als im Jahr 2015 sich MeWe dem Ende seines Beta-Testzyklus näherte, bezeichnete die Presse die Software von MeWe als „nicht unähnlich zu Facebook“. Mashable beschrieb MeWe als Replikation der Facebook-Funktionen im Jahr 2020.
Die MeWe Seite und Applikationen hat Funktionen, die die meisten Social-Media- und Social-Networking-Sites gemeinsam haben: Benutzer können Texte und Bilder auf ihren Feed posten, auf andere Posts mit Emojis reagieren, animierte GIFs posten, spezialisierte Gruppen erstellen, selbstzerstörenden Inhalt posten und chatten.
Das Online Chatten tritt vielleicht nur zwischen zwei oder mehreren Personen auf oder unter Mitgliedern einer Gruppe. Der Online-Chat von Person zu Person ähnelt dem in den meisten anderen Websites für soziale Medien und soziale Netzwerke und unterstützt Text-, Video- und Sprachanrufe. Der „Geheim-Chat“ ist auf Bezahlmitglieder von MeWe begrenzt und nutzt die doppelte Verschlüsselungsmethode, um sicher zu gehen, dass die Chats privat und für die MeWe Mitarbeiter nicht sichtbar sind.
MeWe berichtete im Juni 2018, dass die Seite 90.000 aktive Gruppen hätte, von denen 60.000 „öffentlich“ und für alle Benutzer offen waren.

### Nutzung und Inhalt
Auch wenn MeWe sich nicht absichtlich als soziales Netzwerk für Konservative positioniert hat, hat „Mashable“ im November 2020 bekannt gegeben, dass der aktive Nutzungstrend eher konservativ ist. Die Entscheidung der Plattform, Fehlinformationen unmoderiert als „Meinung“ einzustufen, hat Konservative angezogen, die der Meinung waren, dass soziale Mainstream-Netzwerke ihre Beiträge „zensieren“.
Die lockere Moderation hat MeWe bei Verschwörungstheoretikern beliebt gemacht, einschließlich Befürwortern der rechtsextremen QAnon-Verschwörungstheorie, die 2020 von Facebook verbannt wurde, sowie der Verschwörungstheorie „Stop the Steal“ in Bezug auf die Präsidentschaftswahlen 2020 in den Vereinigten Staaten. Laut dem Magazin Rolling Stone hat MeWe „Gemeinschaften von allgemeinem Interesse in Bezug auf Musik und Reisen beherbergt, aber es ist auch ein Paradies für Anti-Vaxxer geworden, QAnon Verschwörungstheoretiker und, wie von OneZero berichtet, rechtsextremen Milizgruppen.“
Das Magazin Vice beschrieb MeWe als ein „Haupt Anti-Vaxxing Forum“. Shayan Sardarizadeh wertete bei BBC News einige Inhalte auf MeWe als „extrem“ und verglich es mit denen von Gab. Business Insider berichtete, dass sich einige der beliebtesten MeWe-Gruppen auf „extreme Ansichten wie Anti-Impfstoff Rhetoriken, weiße Vorherrschaft und Verschwörungstheorien“ fokussieren.
Kurz nach der Präsidentschaftswahlen 2020 in den USA haben MeWe und andere Alt-Tech Plattformen eine Welle von Anmeldungen von Trump-Anhängern erlebt, nachdem in den gängigen Social Media gegen Fehlinformationen zur Präsidentschaftswahl sowie gegen die Förderung von Gewalt vorgegangen wurde. Am 11. November war MeWe auf Platz zwei der meistheruntergeladenen kostenlosen Apps im Apple App Store, hinter dem alternativen sozialen Netzwerk Parler. Laut Mashable hat die Praxis von MeWe, Konten für Benutzer und Unternehmen zu erstellen, die keine Benutzer der Website waren, möglicherweise dazu beigetragen, die Aktivität auf der Plattform zu erhöhen.

## Rezeption
In einem Review von 2015 von dem Beta MeWe Service hat der britische Schriftsteller John Leonard MeWe „gut gestaltet und ziemlich intuitiv“ genannt, fragte sich jedoch, ob das Geschäftsmodell des Unternehmens tragfähig sei. Andrew Orr stellte bei der Überprüfung der Seite im April 2018 fest, dass der Service gut gewesen sei, jedoch keine Vorteile gegenüber bestehenden Social-Media-Websites gehabt habe. Dies würde es MeWe schwer machen, Benutzer anzulocken. Im Jahr 2019 schrieben die Wissenschaftskommunikatoren Rachel Alter, Tonay Flattum-Riemers und Lucky Tran in einer Kolumne im Guardian, dass Anti-Impf-Aktivisten, wenn sie vollständig von den gängigen Social-Networking-Sites ausgeschlossen werden, durch einen Umzug „in den Untergrund gehen“ könnten und dass die Mitglieder solcher Gruppen „bereits über die Verlagerung ihrer Plattformen auf alternative Websites wie MeWe sprechen“ würden.

## Unternehmen
Im Jahr 1998 gründete der Unternehmer Mark Weinstein SuperGroups.com, eine Social Media Webseite. Die Seite wurde von seinem größten Investor im Jahr 2001 geschlossen. Weinstein versammelte weitgehend das gleiche Führungsteam und gründete 2011 Sgrouples Inc. MeWe wurde als Tochtergesellschaft von Sgrouples gegründet, der Sitz befand sich zunächst im kalifornischen Culver City, später erfolgte die Übersiedlung nach  Santa Clara (Kalifornien). Über die nächsten sechs Jahre nahem Sgrouples mehr als 10 Millionen Dollar von den Investoren ein, darunter Lynda Weinman, der Gründerin von lynda.com, von Modedesignerin Rachel Roy sowie von den Autoren Jack Canfield und Marci Shimoff.
MeWe beendete im Juli 2018 mit der Beschaffung neuer Mittel in Höhe von 5,2 Mio. US$ seine erste Finanzierungsrunde.
Das Unternehmen versah MeWe mit einem Upgrade und schuf zudem mit MeWePRO eine Unternehmensversion.
MeWe betonte seine Verpflichtung zur Privatsphäre und sicherte zu, auch zukünftig werbefrei zu bleiben. MeWe behauptet nie Cookies oder Spyware, um Content über Nutzer zu generieren, nutzen zu werden und dass Benutzeraktivitäten in keiner Weise verfolgt oder Benutzerdaten an Dritte verkauft würden. MeWe beschreibt sich aufgrund seines Fokus auf Datenschutz, mangelnder Moderation und einfachen Newsfeed-Algorithmus selber als das „Anti-Facebook“.
Das MeWe Unternehmensmodell baut nicht auf Werbeeinkommen; vielmehr generiert MeWe Einnahmen aus Abonnementgebühren und durch den Verkauf von benutzerdefinierten Emoji. Im Dezember 2019, kündigte MeWe eine neue Premium-Version und eine separierte zweistufige Unternehmensversion an. Diese umfasst Sprach- und Videokonferenzen sowie die Integration in Office 365.
Mark Weinstein ist der Gründer und Geschäftsführer von MeWe.
Zu den Beratern von MeWe gehören der Informatiker Tim Berners-Lee und der Filmemacher Cullen Hoback.